# Carl Eduard Mannsfeld

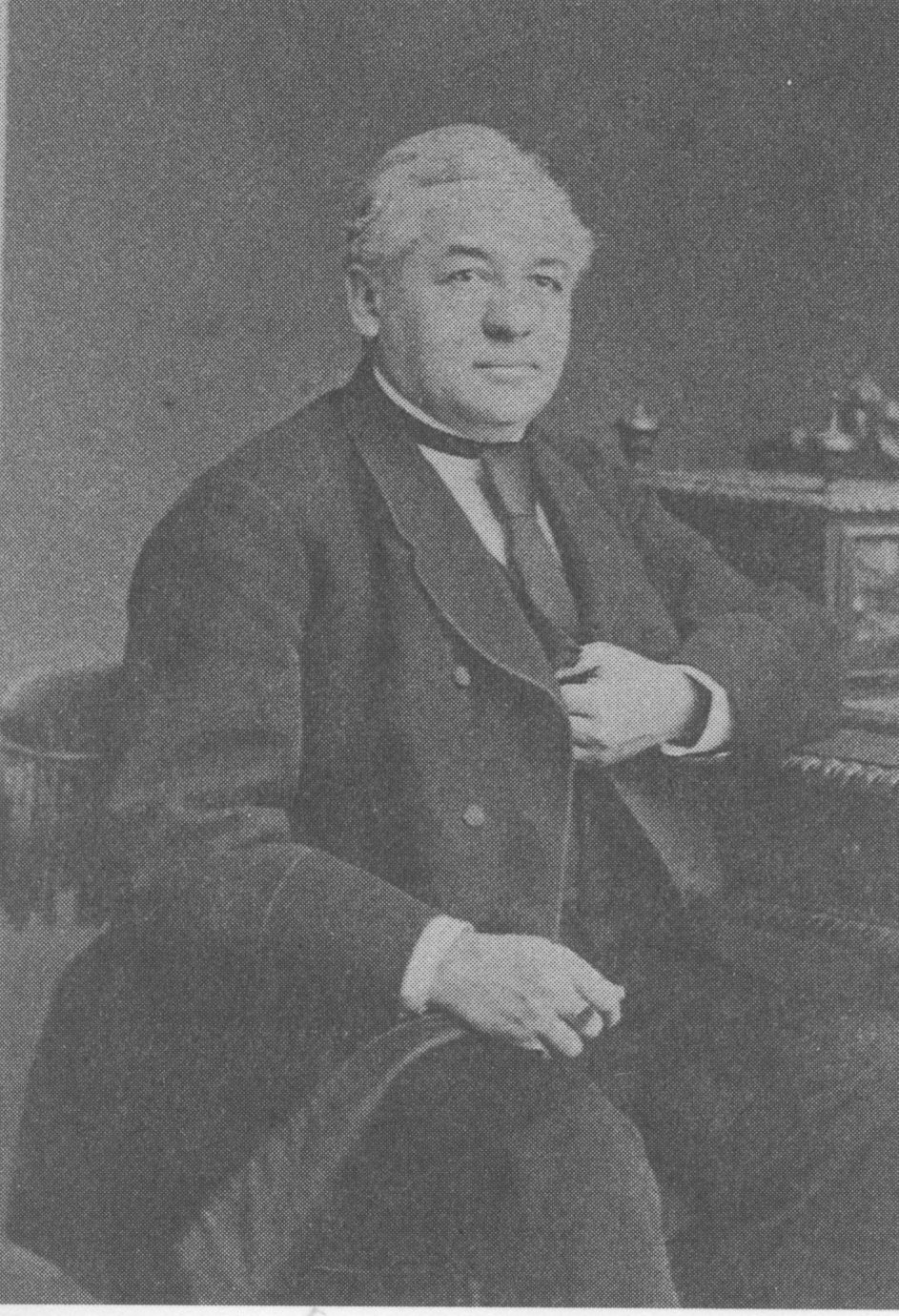
Carl Eduard Mannsfeld (1822–1874)

Carl Eduard Mannsfeld (* 18. Dezember 1822 in Burkhardtsgrün; † 21. November 1874 in Schwarzenberg) war ein deutscher Jurist und konservativer Politiker. Er war Abgeordneter des Sächsischen Landtags.

## Leben und Wirken
Der Sohn eines Revierförsters studierte von 1842 bis 1845 an der Universität Leipzig die Rechtswissenschaften. Ab Herbst 1845 war er als Akzessist im Kreisamt Schwarzenberg tätig. Von Mai bis Oktober 1846 erwarb er in der Expedition des Schwarzenberger Advokaten und Gerichtsdirektors Hermann Moritz Garten praktische Kenntnisse und konnte so im Mai 1848 seine zweite juristische Staatsprüfung ablegen. Es folgten kurzzeitige Tätigkeiten in den Justizämtern Schwarzenberg, Werdau und Zwickau. Während des Landtagsmandats Gartens arbeitete Mannsfeld zwischen November 1849 und März 1850 für diesen als Protokollant und Gerichtsaktuar und wurde von diesem im April 1850 wurde er als Advokat verpflichtet. Er ließ sich in Schwarzenberg nieder und war Mitglied der Advokatenkammer in Zwickau. Von 1869 bis zu seinem Tod vertrat Mannsfeld den 20. städtischen Wahlkreis in der II. Kammer des Sächsischen Landtags. Er gehörte der konservativen Fraktion an.